# Winston (Oregon)
Winston è una città degli Stati Uniti d'America situata nell'Oregon, nella Contea di Douglas.